# Nicolae Mitea
Nicolae Mitea (Bucarest, 24 marzo 1985) è un ex calciatore romeno, attaccante.
Dopo 9 partite con la Dinamo Bucarest, fu messo sotto contratto dall'Ajax nell'estate 2003. Durante quest'esperienza si è infortunato a un ginocchio.
Dopo quell'infortunio resta ancora per poco in Olanda, poi la stagione successiva fa ritorno in patria dove è ancora tormentato dagli infortuni. Nella stagione 2011-2012 fa ancora qualche apparizione e a fine campionato resta svincolato.

## Palmarès

### Club

#### Competizioni nazionali
- Coppa di Romania: 1

Dinamo Bucarest: 2002-2003
- Campionato olandese: 1

Ajax: 2003-2004
- Coppa dei Paesi Bassi: 2

Ajax: 2005-2006, 2006-2007
- Supercoppa dei Paesi Bassi: 3

Ajax: 2005, 2006, 2007